# Ніна Геммер
Ніна Геммер (нім. Nina Hemmer; нар. 16 лютого 1993, Кельн) — німецька борчиня вільного стилю, дворазова бронзова призерка чемпіонатів Європи, бронзова призерка Європейських ігор, чемпіонка світу серед військовослужбовців, бронзова призерка Всесвітніх ігор військовослужбовців, учасниця Олімпійських ігор.

## Життєпис
Боротьбою почала займатися з 2003 року.
Виступає за борцівський клуб «AC Ueckerath» Дормаген. Тренери — Гейнц Шміц, Патрік Льоес, Крістоф Евальд.

## Спортивні результати на міжнародних змаганнях

### Виступи на Олімпіадах
| Змагання                    | Збірна    | Вагова категорія          | Місце |
| --------------------------- | --------- | ------------------------- | ----- |
| Літні Олімпійські ігри 2016 | Німеччина | жіноча боротьба, до 53 кг | 14    |

### Виступи на Чемпіонатах світу
| Змагання                        | Збірна    | Вагова категорія          | Місце  |
| ------------------------------- | --------- | ------------------------- | ------ |
| Чемпіонат світу з боротьби 2013 | Німеччина | жіноча боротьба, до 51 кг | 15     |
| Чемпіонат світу з боротьби 2015 | Німеччина | жіноча боротьба, до 53 кг | 8      |
| Чемпіонат світу з боротьби 2017 | Німеччина | жіноча боротьба, до 53 кг | 14     |
| Чемпіонат світу з боротьби 2018 | Німеччина | жіноча боротьба, до 53 кг | 8      |
| Чемпіонат світу з боротьби 2019 | Німеччина | жіноча боротьба, до 53 кг | 14     |
| Чемпіонат світу з боротьби 2021 | Німеччина | жіноча боротьба, до 55 кг | Срібло |
| Чемпіонат світу з боротьби 2022 | Німеччина | жіноча боротьба, до 55 кг | 11     |
| Чемпіонат світу з боротьби 2024 | Німеччина | жіноча боротьба, до 55 кг | 18     |

### Виступи на Чемпіонатах Європи
| Змагання                         | Збірна    | Вагова категорія          | Місце  |
| -------------------------------- | --------- | ------------------------- | ------ |
| Чемпіонат Європи з боротьби 2011 | Німеччина | жіноча боротьба, до 48 кг | 5      |
| Чемпіонат Європи з боротьби 2016 | Німеччина | жіноча боротьба, до 53 кг | Бронза |
| Чемпіонат Європи з боротьби 2017 | Німеччина | жіноча боротьба, до 53 кг | Бронза |
| Чемпіонат Європи з боротьби 2018 | Німеччина | жіноча боротьба, до 53 кг | 9      |

### Виступи на Європейських іграх
| Змагання              | Збірна    | Вагова категорія          | Місце  |
| --------------------- | --------- | ------------------------- | ------ |
| Європейські ігри 2019 | Німеччина | жіноча боротьба, до 53 кг | Бронза |

### Виступи на Кубках світу
| Змагання                    | Збірна    | Вагова категорія          | Місце |
| --------------------------- | --------- | ------------------------- | ----- |
| Кубок світу з боротьби 2020 | Німеччина | жіноча боротьба, до 53 кг | 5     |

### Виступи на Чемпіонатах світу серед військовослужбовців
| Змагання                                                  | Збірна    | Вагова категорія          | Місце  |
| --------------------------------------------------------- | --------- | ------------------------- | ------ |
| Чемпіонат світу з боротьби серед військовослужбовців 2018 | Німеччина | жіноча боротьба, до 53 кг | Золото |

### Виступи на Всесвітніх іграх військовослужбовців
| Змагання                                | Збірна    | Вагова категорія          | Місце  |
| --------------------------------------- | --------- | ------------------------- | ------ |
| Всесвітні ігри військовослужбовців 2019 | Німеччина | жіноча боротьба, до 53 кг | Бронза |

### Виступи на інших змаганнях
| Змагання                                                       | Збірна    | Вагова категорія          | Місце  |
| -------------------------------------------------------------- | --------- | ------------------------- | ------ |
| Турнір Дана Колова — Николи Петрова 2012                       | Німеччина | жіноча боротьба, до 48 кг | 5      |
| Київський Міжнародний турнір з боротьби 2012                   | Німеччина | жіноча боротьба, до 48 кг | Бронза |
| Гран-прі Німеччини з боротьби 2012                             | Німеччина | жіноча боротьба, до 51 кг | Срібло |
| Flatz Open 2013                                                | Німеччина | жіноча боротьба, до 55 кг | 5      |
| Klippan Lady Open 2013                                         | Німеччина | жіноча боротьба, до 55 кг | 5      |
| Гран-прі Німеччини з боротьби 2013                             | Німеччина | жіноча боротьба, до 51 кг | 5      |
| Nordhagen Classics 2013                                        | Німеччина | жіноча боротьба, до 51 кг | Бронза |
| Гран-прі Іспанії з боротьби 2014                               | Німеччина | жіноча боротьба, до 48 кг | 5      |
| Відкритий чемпіонат Польщі з боротьби 2014                     | Німеччина | жіноча боротьба, до 48 кг | 7      |
| Кубок Гранми з боротьби 2015                                   | Німеччина | жіноча боротьба, до 53 кг | 5      |
| Турнір Дана Колова — Николи Петрова 2015                       | Німеччина | жіноча боротьба, до 53 кг | 7      |
| Гран-прі Німеччини з боротьби 2015                             | Німеччина | жіноча боротьба, до 53 кг | Срібло |
| Гран-прі Іспанії з боротьби 2015                               | Німеччина | жіноча боротьба, до 53 кг | 20     |
| Відкритий чемпіонат Польщі з боротьби 2015                     | Німеччина | жіноча боротьба, до 53 кг | 8      |
| Гран-прі Парижа з боротьби 2016                                | Німеччина | жіноча боротьба, до 53 кг | 7      |
| Klippan Lady Open 2016                                         | Німеччина | жіноча боротьба, до 53 кг | 21     |
| Олімпійський кваліфікаційний турнір з боротьби 2016 (Зренянин) | Німеччина | жіноча боротьба, до 53 кг | Срібло |
| Кубок Канади з боротьби 2016                                   | Німеччина | жіноча боротьба, до 53 кг | Золото |
| Гран-прі Іспанії з боротьби 2016                               | Німеччина | жіноча боротьба, до 53 кг | Бронза |
| Золотий Гран-прі з боротьби 2016                               | Німеччина | жіноча боротьба, до 53 кг | 5      |
| Київський Міжнародний турнір з боротьби 2017                   | Німеччина | жіноча боротьба, до 53 кг | 7      |
| Турнір Дана Колова — Николи Петрова 2017                       | Німеччина | жіноча боротьба, до 53 кг | Бронза |
| Гран-прі Німеччини з боротьби 2017                             | Німеччина | жіноча боротьба, до 53 кг | Срібло |
| Відкритий чемпіонат Польщі з боротьби 2017                     | Німеччина | жіноча боротьба, до 53 кг | 5      |
| Klippan Lady Open 2018                                         | Німеччина | жіноча боротьба, до 53 кг | 8      |
| Турнір Дана Колова — Николи Петрова 2018                       | Німеччина | жіноча боротьба, до 53 кг | 15     |
| Відкритий чемпіонат Польщі з боротьби 2018                     | Німеччина | жіноча боротьба, до 53 кг | Бронза |
| Меморіал Іона Корнеану і Ладислава Сімона 2018                 | Німеччина | жіноча боротьба, до 53 кг | Срібло |
| Гран-прі Німеччини з боротьби 2019                             | Німеччина | жіноча боротьба, до 53 кг | 12     |
| Київський Міжнародний турнір з боротьби 2019                   | Німеччина | жіноча боротьба, до 53 кг | 8      |
| Турнір Яшара Догу 2019                                         | Німеччина | жіноча боротьба, до 53 кг | Бронза |
| Меморіал Маттео Пелліконе 2020                                 | Німеччина | жіноча боротьба, до 53 кг | 8      |
| Гран-прі Франції Анрі Деглана 2021                             | Німеччина | жіноча боротьба, до 53 кг | Бронза |
| Олімпійський кваліфікаційний турнір з боротьби 2020 (Будапешт) | Німеччина | жіноча боротьба, до 53 кг | 9      |
| Меморіал Маттео Пелліконе 2022                                 | Німеччина | жіноча боротьба, до 55 кг | 4      |
| Турнір Зухає Сгає 2022                                         | Німеччина | жіноча боротьба, до 55 кг | Золото |
| Меморіал Іона Корнеану і Ладислава Сімона 2022                 | Німеччина | жіноча боротьба, до 53 кг | Бронза |
| Гран-прі Франції Анрі Деглана 2023                             | Німеччина | жіноча боротьба, до 53 кг | Бронза |
| Турнір Ібрагіма Мустафи 2023                                   | Німеччина | жіноча боротьба, до 53 кг | 5      |
| Відкритий чемпіонат Загреба з боротьби 2024                    | Німеччина | жіноча боротьба, до 53 кг | 14     |
| Турнір Яшара Догу, Вехбі Емре і Гаміта Каплана 2024            | Німеччина | жіноча боротьба, до 53 кг | 5      |

### Виступи на змаганнях молодших вікових груп
| Змагання                                       | Збірна    | Вагова категорія          | Місце  |
| ---------------------------------------------- | --------- | ------------------------- | ------ |
| Чемпіонат Європи з боротьби серед кадетів 2008 | Німеччина | жіноча боротьба, до 43 кг | 7      |
| Чемпіонат Європи з боротьби серед кадетів 2009 | Німеччина | жіноча боротьба, до 46 кг | Срібло |
| Чемпіонат Європи з боротьби серед кадетів 2010 | Німеччина | жіноча боротьба, до 49 кг | 10     |
| Чемпіонат Європи з боротьби серед юніорів 2011 | Німеччина | жіноча боротьба, до 48 кг | Срібло |
| Чемпіонат світу з боротьби серед юніорів 2011  | Німеччина | жіноча боротьба, до 48 кг | Бронза |
| Чемпіонат Європи з боротьби серед юніорів 2012 | Німеччина | жіноча боротьба, до 51 кг | Золото |
| Чемпіонат світу з боротьби серед юніорів 2012  | Німеччина | жіноча боротьба, до 51 кг | 5      |
| Кубок Фрейденфельдса серед юніорів 2013        | Німеччина | жіноча боротьба, до 55 кг | Бронза |
| Кубок Фрейденфельдса серед юніорів 2013        | Німеччина | жіноча боротьба, до 51 кг | Золото |
| Чемпіонат Європи з боротьби серед юніорів 2013 | Німеччина | жіноча боротьба, до 51 кг | Бронза |
| Чемпіонат світу з боротьби серед юніорів 2013  | Німеччина | жіноча боротьба, до 51 кг | 8      |
| Чемпіонат Європи з боротьби до 23 років 2015   | Німеччина | жіноча боротьба, до 55 кг | 7      |